# Liste der Kantone im Département Meuse
Das Département Meuse liegt in der Region Grand Est in Frankreich. Es untergliedert sich in drei Arrondissements mit 17 Kantonen (französisch cantons).
Siehe auch: Liste der Gemeinden im Département Meuse

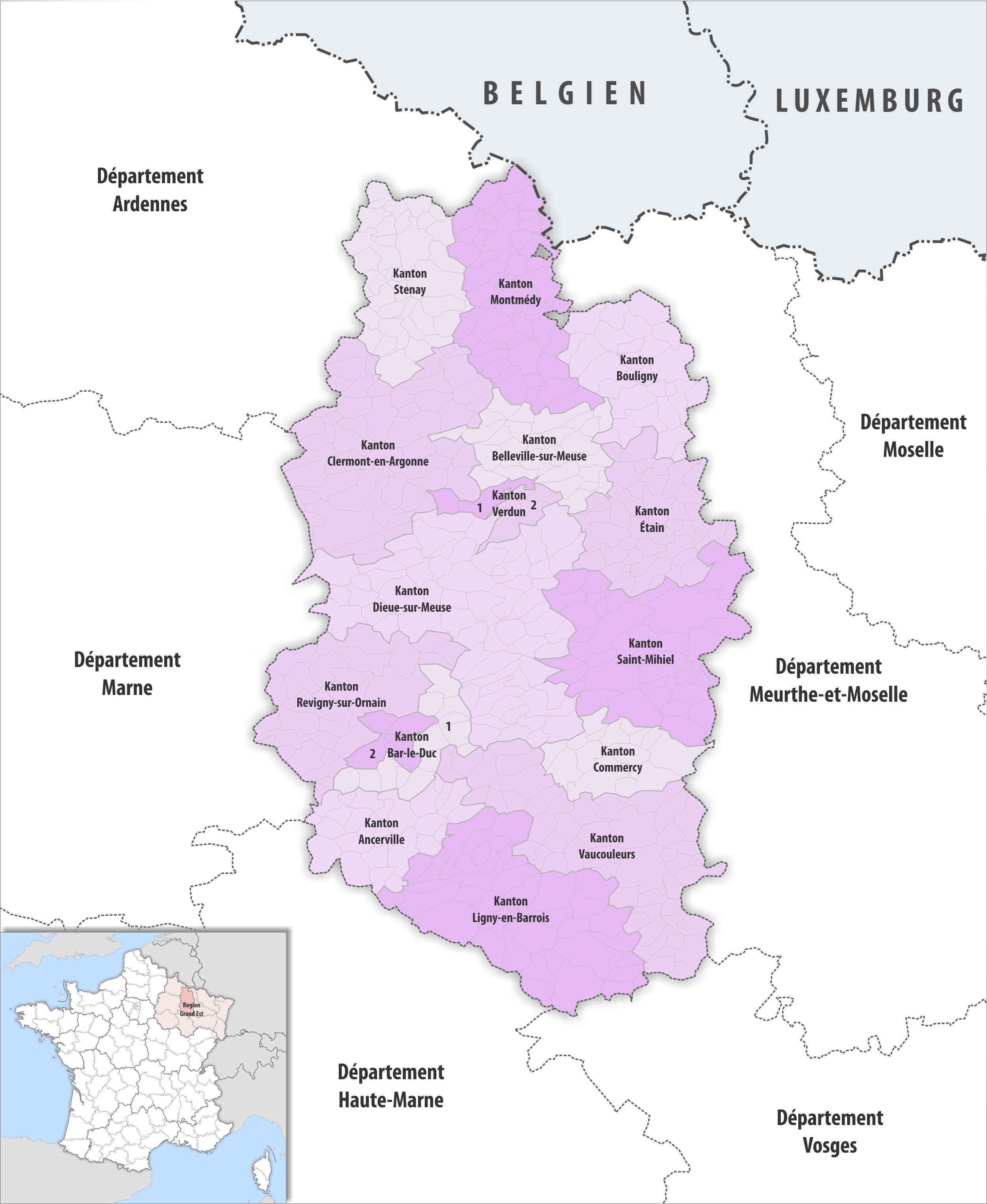
Gemeinden und Kantone im Département Meuse

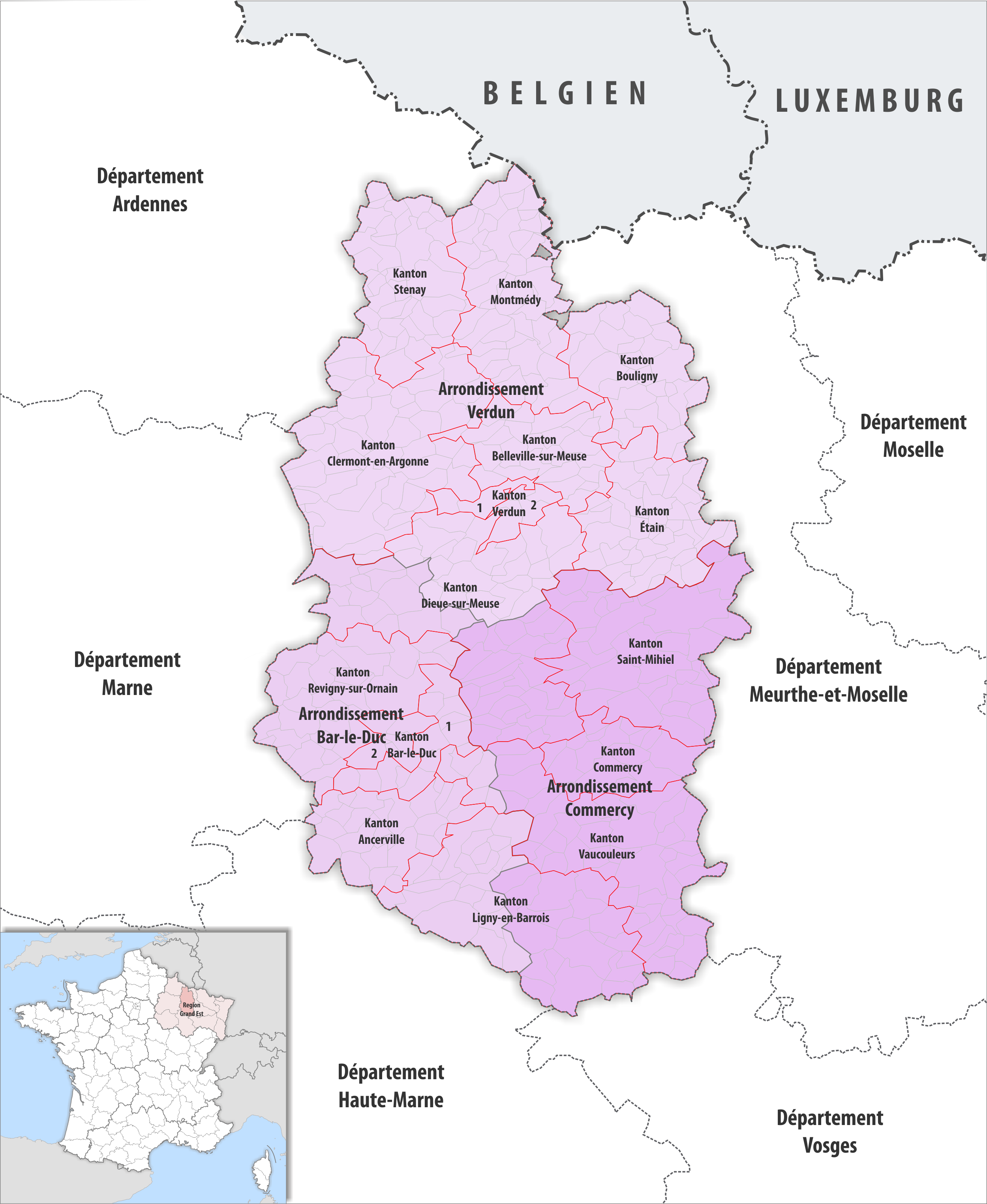
Gemeinden, Arrondissemente und Kantone im Département Meuse

| Kanton               | Gemeinden | Einwohner 1. Januar 2022 | Fläche km² | Dichte Einw./km² | Code INSEE | Arrondissement(e)            |
| -------------------- | --------- | ------------------------ | ---------- | ---------------- | ---------- | ---------------------------- |
| Ancerville           | 25        | 12.548                   | 271,84     | 46               | 5501       | Bar-le-Duc                   |
| Bar-le-Duc-1         | 12 1⁄2    | 11.981                   | 145,67     | 82               | 5502       | Bar-le-Duc                   |
| Bar-le-Duc-2         | 4 1⁄2     | 11.127                   | 66,60      | 167              | 5503       | Bar-le-Duc                   |
| Belleville-sur-Meuse | 27        | 9.269                    | 259,99     | 36               | 5504       | Verdun                       |
| Bouligny             | 26        | 8.892                    | 327,85     | 27               | 5505       | Verdun                       |
| Clermont-en-Argonne  | 50        | 8.776                    | 656,30     | 13               | 5506       | Verdun                       |
| Commercy             | 14        | 11.781                   | 203,02     | 58               | 5507       | Commercy                     |
| Dieue-sur-Meuse      | 62        | 12.447                   | 822,17     | 15               | 5508       | Bar-le-Duc, Commercy, Verdun |
| Étain                | 42        | 9.875                    | 354,31     | 28               | 5509       | Verdun                       |
| Ligny-en-Barrois     | 40        | 11.453                   | 638,24     | 18               | 5510       | Bar-le-Duc                   |
| Montmédy             | 45        | 9.411                    | 458,40     | 21               | 5511       | Verdun                       |
| Revigny-sur-Ornain   | 28        | 10.854                   | 410,57     | 26               | 5512       | Bar-le-Duc                   |
| Saint-Mihiel         | 34        | 11.572                   | 540,23     | 21               | 5513       | Commercy                     |
| Stenay               | 35        | 8.459                    | 362,24     | 23               | 5514       | Verdun                       |
| Vaucouleurs          | 48        | 12.189                   | 605,92     | 20               | 5515       | Bar-le-Duc, Commercy         |
| Verdun-1             | 1 ⁄2      | 9.862                    | 37,04      | 266              | 5516       | Verdun                       |
| Verdun-2             | 4 1⁄2     | 10.249                   | 51,01      | 201              | 5517       | Verdun                       |
| Département Meuse    | 499       | 180.745                  | 6.211,40   | 29               | 55         | –                            |

## Liste ehemaliger Kantone
Bis zum Neuzuschnitt der französischen Kantone im März 2015 war das Département Meuse wie folgt in 31 Kantone unterteilt:
| Arrondissement | Kantone |
| -------------- | --- |
| Bar-le-Duc     | Ancerville, Bar-le-Duc-Nord, Bar-le-Duc-Sud, Ligny-en-Barrois, Montiers-sur-Saulx, Revigny-sur-Ornain, Seuil-d’Argonne, Vaubecourt, Vavincourt                                                                       |
| Commercy       | Commercy, Gondrecourt-le-Château, Pierrefitte-sur-Aire, Saint-Mihiel, Vaucouleurs, Vigneulles-lès-Hattonchâtel, Void-Vacon                                                                                           |
| Verdun         | Charny-sur-Meuse, Clermont-en-Argonne, Damvillers, Dun-sur-Meuse, Étain, Fresnes-en-Woëvre, Montfaucon-d’Argonne, Montmédy, Souilly, Spincourt, Stenay, Varennes-en-Argonne, Verdun-Centre, Verdun-Est, Verdun-Ouest |